# Pinot Nero di Torgiano
Il Pinot Nero di Torgiano è un vino DOC la cui produzione è consentita nella provincia di Perugia.

## Caratteristiche organolettiche
- colore: rosso granato tendente al porpora.
- odore: pieno, persistente, tipico del vitigno.
- sapore: asciutto di corpo.

## Produzione
Provincia, stagione, volume in ettolitri
- nessun dato disponibile